# Herculesfontein
De Herculesfontein (Tsjechisch: Herkulova kašna en Duits: Herkulesbrunnen) is een barokke fontein op het Horní náměstí (Bovenplein) in de Tsjechische stad Olomouc. De Herculesfontein is, net als de vier jaar oudere Neptunus, gemaakt door Michael Mandík en Václav Schüller. Het beeld van Hercules was al in 1687 gereed, waarna de fontein in zijn geheel in de lente van 1688 volgde. De fontein heeft tot 1716 op de plek waar nu de Zuil van de Heilige Drie-eenheid staat gestaan, waarna zij verplaatst is naar de huidige locatie tussen het Raadhuis en het Edelmannův palác. Het is samen met de andere barokke fonteinen (Neptunusfontein, Jupiterfontein, Tritonenfontein, Mercuriusfontein en Caesarfontein) en de twee pestzuilen (Zuil van de Heilige Drie-eenheid en Mariazuil) sinds 1995 een nationaal cultureel monument.